# 사사키 마사나오
사사키 마사나오(일본어: 佐々木 雅尚, 1962년 6월 19일 ~ )는 일본의 전 축구 선수이다.

## 구단 경력
1985년 일본 사커 리그의 혼다 기연에 입단하였다. 1985년부터 1991년까지 121경기에 나서 10득점을 넣었다. 1991년 전일본공수로 이적했다. 1992년 J1리그의 제프 유나이티드 이치하라로 이적했다. 1994년 재팬 풋볼 리그의 가시와 레이솔로 이적했다. 1994년후 현역 은퇴.

## 국가대표팀 경력
그는 1988년 기린컵에 참가할 일본 국가대표팀에 발탁되었으며, 6월 2일 중국와의 경기에서 데뷔했다. 1990년 아시안 게임에도 출전했다. 그는 1991년까지 국제 A매치 통산 20경기에 출전했다.

## 통계
| 일본 | 일본 | 일본 |
| 연도 | 출전 | 득점 |
| ---- | ---- | ---- |
| 1988 | 2    | 0    |
| 1989 | 11   | 0    |
| 1990 | 6    | 0    |
| 1991 | 1    | 0    |
| 통산 | 20   | 0    |